# Willem Roelof Oege Goslings
Willem Roelof Oege Goslings (Muntok (Nederlands-Indië), 4 juli 1907 - Zwolle, 9 april 1985) was een Nederlands medicus.
Na zijn medische studie in Amsterdam promoveerde hij in 1933 bij prof. E.P. Snijders in Amsterdam op het proefschrift Onderzoekingen over de bacteriologie en de epidemiologie van het Scleroma Respiratorium. Na een assistentschap heelkunde ging hij in 1935 naar Nederlands Oost-Indië waar hij chef-geneesheer werd van het Catharina-Hospitaal te Kisaran.
Hij werd door de Japanners geïnterneerd, en keerde na de Tweede Wereldoorlog in 1946 terug naar Nederland waar hij (hoofd)assistent werd op de afdeling Interne Geneeskunde te Leiden bij J. Mulder tot hij in 1948 als internist werd ingeschreven. Hier na ging hij weer enkele jaren naar Kisaran tot hij voorgoed op het Academisch Ziekenhuis in Leiden kwam werken.
In 1951 werd hij hoofd van de afdeling Microbiële Ziekten, een onderdeel van de afdeling Interne Geneeskunde. Hij werd tevens hoofd van het antibiotica laboratorium, dat reeds in 1946 door J. Mulder en Andries Querido met behulp van de toenmalige Nederlandse Gist en Spiritus fabriek (nu Gist-Brocades) was opgezet. Op dit laboratorium werden in Nederland de eerste klinische onderzoekingen gedaan over de behandeling met antibiotica. In 1956 werd hij benoemd tot lector in de leer der Infectieziekten en Antimicrobiële Therapie, in 1961 tot buitengewoon hoogleraar in de Microbiële Ziekten en Antibiotica en in 1965 tot gewoon hoogleraar.
Goslings was de initiatiefnemer en stimulator voor de leer der infectieziekten in Nederland. Door zijn toedoen werd in Leiden de eerste - en tot nu toe enige - leerstoel in de Microbiële Ziekten (thans genaamd "Infectieziekten" ingesteld). Het boek Antimicrobiële therapie dat hij samen met N. Lubsen redigeerde werd een belangrijk naslagwerk. In 1970 nam hij het initiatief tot het oprichten van de Infectieziekten Club, welke in 1976 werd omgezet in de Vereniging voor Infectieziekten.
Goslings was ridder in de Orde van de Nederlandse Leeuw. In 1976 kreeg hij een eredoctoraat aan de Universiteit van Edinburgh, verder was hij Honorary Member of the Infectious Diseases Society of America en Erelid van de Vereniging voor Infectieziekten. Aan de Rijksuniversiteit Leiden bekleedde hij nog tal van andere functies, zoals secretaris van de Senaat (1970-1971) en rector magnificus (1971-1972).
Zijn verdiensten op het gebied van infectieziekten werd in Nederland en het buitenland alom erkend.